# Semiarianismo
Semiarianismo (FO 1943: semi-arianismo) é um nome frequentemente dado à posição trinitária da maior parte dos conservadores da Igreja cristã oriental no século IV, para distingui-la do arianismo propriamente dito. Mais precisamente, ele é reservado (como pode ser visto no capítulo 73 de Panarion, de Epifânio) para o partido reacionário liderado por Basílio de Ancira durante a controvérsia ariana, em 358.

## História
O arianismo foi o ponto de vista de Ário e seus seguidores - chamados arianos - de que o Filho (Jesus) teria uma posição subordinada ao Pai, sendo inclusive de uma substância (ousia) diferente. Os arianos contrariaram o ponto de vista ortodoxo de que as três pessoas da Trindade seriam da mesma substância. Após o Primeiro Concílio de Niceia ter condenado o arianismo como heresia, muitos cristãos adotaram posições intermediárias que lhes permitiram se manter em comunhão com os arianos sem que fosse necessário adotar o arianismo. Várias fórmulas diferentes foram propostas como alternativas intermediárias entre os ensinamentos de Ário (heteroousia) e a doutrina da consubstancialidade (homoousia) pregada pelo credo de Niceia.
Após o concílio em Niceia em 325 ter derrotado o arianismo, a maior parte das igrejas orientais, que tinham concordado com a deposição de Atanásio de Alexandria no Concílio de Tiro em 335 e receberam os arianos em comunhão em Jerusalém quando eles se arrependeram, não eram arianos, ainda que estivessem bem longe de serem ortodoxos também. O Concílio de Antioquia em 341 propôs um credo que nada tinha de excepcional, exceto por sua omissão da fórmula nicena "da mesma substância que o Pai" (Génitum, non factum, consubstantiálem Patri). Mesmo alguns dos discípulos de Ário, como Jorge de Laodiceia (335 - 347) e Eustácio de Sebaste (ca. 356 - 380), se juntaram ao partido moderado (Homoiousianos), e, após a morte de Eusébio de Nicomédia, os líderes como Ursácio de Singiduno, Valente de Mursa e Germínio de Sirmio não se prenderam à nenhuma fórmula em especial (conhecidos como Homoianos), uma vez que o imperador Constâncio II odiava o arianismo, mas odiava Atanásio ainda mais.
Quando Marcelo de Ancira foi deposto em 336, ele foi sucedido por Basílio de Ancira. Marcelo foi depois reconduzido à função pelo Concílio de Sárdica pelo papa Júlio I em 343. Em 350, Basílio voltou ao cargo por ordem do imperador Constâncio, sobre quem ele tinha ganho considerável influência. Ele foi então o líder do Concílio de Sirmio em 351, convocado para condenar Fotino, que tinha sido um diácono em Ancira, e os cânones deste sínodo começam condenando o arianismo, ainda que terminem sem concordar completamente com o padrão niceno. Basílio depois entrou em conflito com os anomoeanos liderados por Aécio de Antioquia.
Após a derrota do usurpador Magnêncio em Mursa em 351, Valente, bispo da cidade, se tornou o conselheiro espiritual de Constâncio. Em 355, Valente e Ursácio conseguiram aprovar o exílio de alguns dos que professavam o ponto de vista ocidental (Eusébio, Lúcifer, Libério e, logo em seguida, de Hilário. Em 357, eles propuseram o segundo credo de Sirmio, ou "Fórmula de Ósio", em que tanto o termo homoousios quanto homoiousios foram rejeitados. Eudóxio, um ariano fervoroso, tomou a sé de Antioquia e passou a apoiar tanto Aécio quanto seu discípulo, Eunômio de Cízico, também arianos.
Na quaresma de 358, Basílio, que celebrava a festa de dedicação de uma nova igreja que ele havia construído em Ancira juntamente com muitos outros bispos, recebeu uma carta de Jorge de Laodiceia relatando como Eudóxio havia aprovado Aécio e implorando à Macedônio I de Constantinopla, à Basílio e aos demais bispos reunidos que decretassem a expulsão de Eudóxio e seus seguidores de Antioquia, caso contrário a grande sé episcopal poderia ser considerada como perdida. Em consequência, o Concílio de Ancira publicou uma longa resposta endereçada a Jorge e os outros bispos da Fenícia, na qual eles recitam o credo de Antioquia (de 341), complementando-o com explicações contra a "falta de similaridade" do Filho em relação ao Pai pregada pelos arianos e anomoeanos (de anomoios) e mostrando que o próprio nome do Pai implica um filho de "substância similar" (homoiousia, ou homoios kat ousian). Anátemas foram incluídos no final, onde o anomoeanismo foi explicitamente condenado, enquanto que a tese da "substância similar" foi considerada obrigatória. O décimo-nono destes cânones proíbe o uso também das formas homoousia e tautoousia, embora isto possa ser creditado a uma reflexão tardia devida à influência de Macedônio, uma vez que Basílio não parece ter insistido no assunto em discussões posteriores. Diversos legados foram despachados para o Concílio de Sirmio: Basílio, Eustácio de Sebaste (um asceta sem princípios dogmáticos), Elêusio de Cízico (seguidor de Macedônio) e o padre Leôncio, um dos capelães imperiais. Eles chegaram em cima da hora, pois o imperador havia dado ouvidos para um eudoxiano, antes de mudar de opinião e emitir uma carta declarando que o Filho era de "substância similar" à do Pai e condenando os arianos em Antioquia.

## O relato dos autores patrísticos
Na metade do século IV, Epifânio disse:
| “ | Semiarianos...mantém o verdadeiro ponto de vista ortodoxo sobre o Filho, que ele esteve sempre com o Pai...mas foi criado sem começo e fora do tempo... Mas todos eles blasfemam contra o Espírito Santo e não o contam na Divindade com o Pai e o Filho. | ” |

De acordo com Sozomeno, neste ponto o Papa Libério já havia sido liberado do exílio ao assinar três fórmulas combinadas por Basílio. Basílio persuadiu Constâncio a convocar um concílio geral, com propostas de sede em Ancira e, depois, Nicomédia (ambas na Ásia Menor), mas como esta última acabou sendo destruída num terremoto, Basílio acabou novamente em Sirmio em 359, onde os arianistas já tinham reconquistado seu espaço. Juntamente com Germínio, Jorge de Alexandria, Ursácio, Valente e um bispo (depois santo) Marcos de Aretusa, ele realizou a conferência, que se estendeu até à noite. Uma confissão de fé, ridicularizada sob o apelido de "credo obsoleto", foi proposta por Marcos em 22 de maio. O arianismo foi rejeitado, mas a forma homoios kata ten ousian (substância similar) não foi admitida e a expressão kata panta homoios (similar em tudo) foi substituída. Basílio ficou desapontado e assinou a explicação de que as palavras "em tudo" significavam não apenas a vontade, mas também a existência e a realidade (kata ten hyparxin kai kata to einai). Ainda insatisfeito, Basílio, Jorge de Laodiceia e outros publicaram uma explicação conjunta onde "em tudo" deveria incluir "substância".
O partido contrário fez o possível para que dois concílios fossem convocados em Arímino e em Selêucia. Em Selêucia, em 359, os semiarianos estavam em maioria, sendo apoiados por personalidades como Cirilo de Jerusalém, seu amigo Silvano de Tarso e até mesmo por Hilário de Poitiers, mas eles foram incapazes de atingir seus objetivos. Basílio, Silvano, Elêusio, portanto, compareceram como enviados à Constantinopla, onde um concílio se realizou em 360, e que seguiu as diretrizes de Arímino em condenar homoiousios juntamente com homoousios, permitindo apenas a forma homoios, sem nenhuma adição. Esta nova frase fora invenção de Acácio de Cesareia, que agora havia deposto e desterrado os arianos extremados e se tornado líder dos novos homoianos. Ele tentou exilar Macedônio, Elêusio, Basílio, Eustácio, Silvano, Cirilo e muitos outros.
Constâncio morreu no final de 361. Sob Juliano, o Apóstata, os exilados retornaram. Basílio provavelmente já tinha morrido. Macedônio organizou um partido que propunha que o filho seria kata panta homoios (em tudo similar) e que o Espírito Santo seria um ministro e servo do Pai, uma criatura. Elêusio se juntou a ele, assim como Eustácio por um tempo. Este grupo realizou sínodos em Zele e em outros lugares. A ascensão do imperador Joviano, um ortodoxo, estimulou o "versátil" Acácio, juntamente com Melécio de Antioquia e vinte e cinco outros bispos, a aceitar o credo de Niceia, adicionando uma explicação de que os "padres de Niceia" entendiam que o significado de homoousios apenas homoios kat ousian - Acácio havia adotado a fórmula original dos semiarianos. Em 365, Macedônio reuniu um concílio em Lâmpsaco sob a presidência de Elêusio e condenou os concílios de Arímino e Antioquia (de 360), afirmando novamente a similaridade na substância. Mas as ameaças do imperador ariano Valente fizeram com que Elêusio assinasse um credo ariano em Nicomédia, em 366. Ele retornou então para sua diocese cheio de remorso e implorou que outro bispo fosse eleito, o que foi negado por seus fiéis.
Em 381, o Primeiro Concílio de Constantinopla foi reunido para atentar lidar com os binitarianos, os semiarianos de então. Porém, tão logo o trinitarismo foi sendo oficializado, os semiarianos deixaram a discussão. "Semi-arianimos...Eles rejeitaram o ponto de vista ariano de que Cristo era uma criatura e que tinha uma natureza diferente de Deus (anomoios dissimilar), mas eles também não aceitaram o credo de Niceia, que afirmava que Cristo era "da mesma substância [homoousios] que o Pai.". Os semiarianos ensinavam que Cristo era similar (em grego homoios) ao Pai, ou de uma substância parecida (homoiousios), ainda que subordinada.

## Crenças similares
Atualmente, grupos como as Testemunhas de Jeová e os Adventistas do Sétimo Dia já foram - no exterior - chamados de "semiarianos".